# Black or White
Black or White – piosenka Michaela Jacksona pochodząca z albumu Dangerous (1991). Utwór wydano na singlu, który jako pierwszy promował album. Piosenka zawiera elementy hard rocka, dance i rapu. Dotarł do pierwszego miejsca na amerykańskiej liście „Billboard” Hot 100 i brytyjskiej UK Singles Chart.

## Teledysk
Wideoklip wyreżyserował John Landis. Koszty zrealizowania teledysku sięgnęły 6 milionów dolarów. Treścią teledysku jest przeciwstawienie się rasizmowi przez Michaela Jacksona. Ze względu na niecenzuralność epilogu teledysku, końcowe sceny zostały wycięte.

## Lista utworów

### Wydanie oryginalne
| 1. | „Black or White”                | 3:22  |
|    |                                 |       |
| 2. | „Black or White” (Instrumental) | 3:22  |
|    |                                 |       |
| 3. | „Smooth Criminal”               | 4:10  |
|    |                                 |       |
|    |                                 | 10:54 |
|    |                                 |       |

### Black or White: The Remixes
| 1. | The Clivillés & Cole House/Club Mix | 7:36  |
|    |                                     |       |
| 2. | The Clivillés & Cole House/Dub Mix  | 6:34  |
|    |                                     |       |
| 3. | The Underground Club Mix            | 7:29  |
|    |                                     |       |
| 4. | House With Guitar Radio Mix         | 3:53  |
|    |                                     |       |
| 5. | Tribal Beats                        | 3:38  |
|    |                                     |       |
|    |                                     | 29:10 |
|    |                                     |       |

### Visionarysingle
CD
| 1. | „Black or White” (single version)                          | 3:22  |
|    |                                                            |       |
| 2. | „Black or White” (Clivillés & Cole House Guitar Radio Mix) | 3:50  |
|    |                                                            |       |
|    |                                                            | 07:12 |
|    |                                                            |       |
DVD
1. „Black or White” (teledysk)

## Listy przebojów
| Kraj   | Lista                            | Pozycja |
| ------ | -------------------------------- | ------- |
| AUS    | ARIA                             | 1       |
| AUT    | Ö3 Austria Top 40                | 2       |
| BE-VLG | Ultratop 50                      | 1       |
| DNK    | Tracklisten                      | 22      |
| FRA    | SNEP                             | 1       |
| DEU    | GfK Entertainment                | 2       |
| IRL    | Irish Singles Chart              | 1       |
| ITA    | FIMI                             | 7       |
| NLD    | Single Top 100                   | 2       |
| NZL    | Recorded Music NZ                | 1       |
| NOR    | VG-lista                         | 1       |
| SWE    | Sverigetopplistan                | 1       |
| CHE    | Schweizer Hitparade              | 1       |
| GBR    | Official Charts Company          | 1       |
| USA    | „Billboard” Hot 100              | 1       |
| USA    | „Billboard” Adult Contemporary   | 23      |
| USA    | „Billboard” Hot Dance Club Songs | 2       |

| Kraj | Lista (2011) | Pozycja |
| ---- | ------------ | ------- |
| POL  | AirPlay      | 3       |

## Twórcy
- Michael Jackson – tekst, muzyka
- Bill Bottrell – tekst rapu
- Michael Jackson, Bill Bottrell – produkcja
- Bill Bottrell – miks
- Michael Jackson – śpiew
- Brad Buxer, Bill Bottrell – perkusja
- Bryan Loren, Terry Jackson – gitara basowa
- Brad Buxer, John Barnes, Jason Martz – instrumenty klawiszowe
- Bill Bottrell – gitara
- Tim Pierce – gitara heavymetalowa
- L.T.B. – rap

Intro
- Slash – gitara
- Michael Jackson – reżyseria
- Bill Bottrell – kompozycja